# コシアキトンボ
コシアキトンボ（腰空蜻蛉、学名：Pseudothemis zonata）は、トンボ科に属するトンボ。東南アジアから東アジアに広く分布する。

## 概要
全身は黒色で、腹部の白い部分が空いているように見えるために名づけられた。成熟したオスは腹部の付け根が白色、メスと未成熟のオスは黄色。腹部の白い部分を、暗闇に輝く電灯に見立てて、「電気トンボ」と呼ぶ地方もある。
木立に囲まれた池や沼などに生息し、市街地の公園の池でも見られる。未成熟な成虫とオスはホバリングしながら生息水域上の狭い範囲を長時間飛翔する。
国際自然保護連合（IUCN）により、軽度懸念（LC）の指定を受けている。

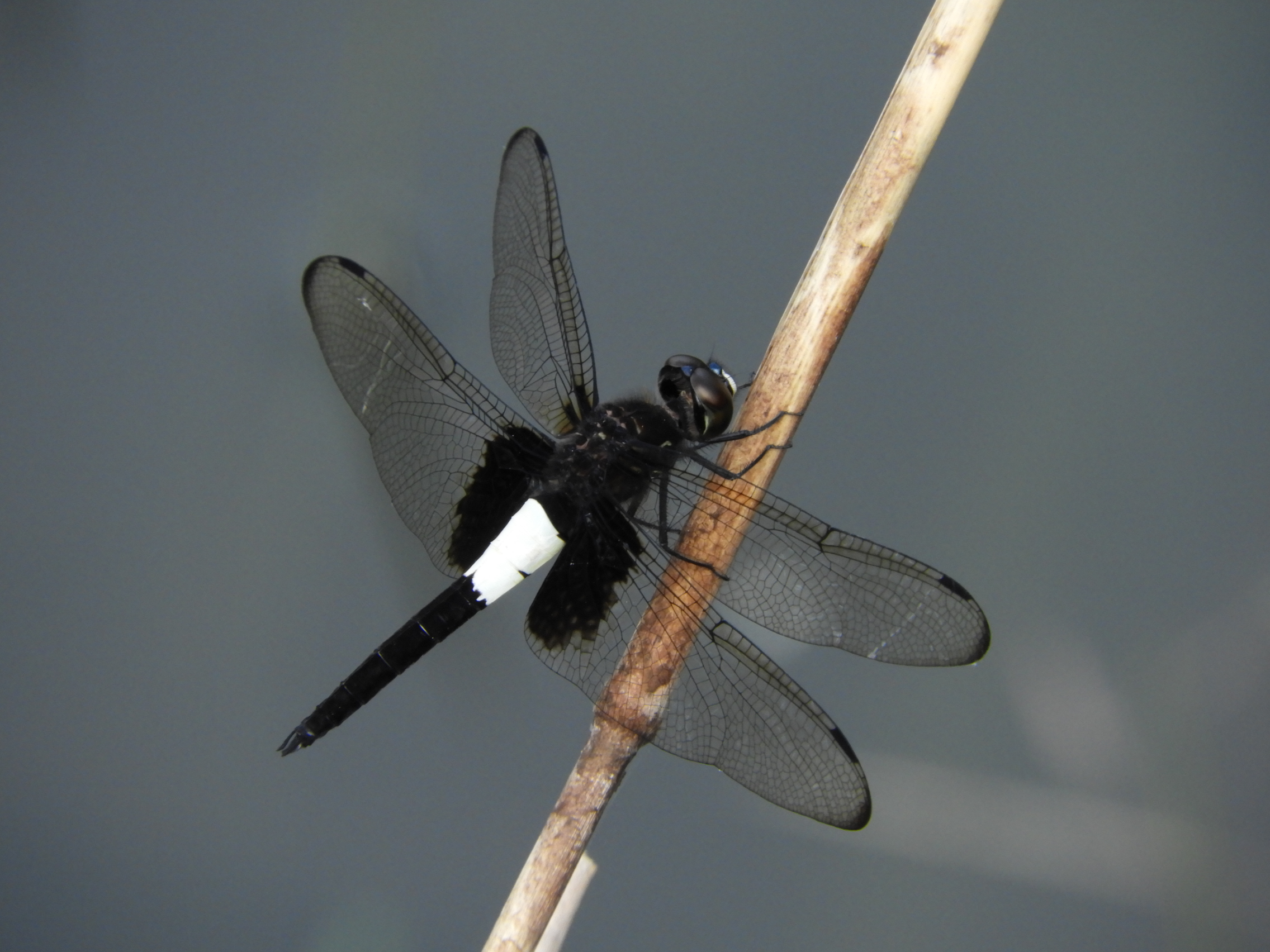
オス
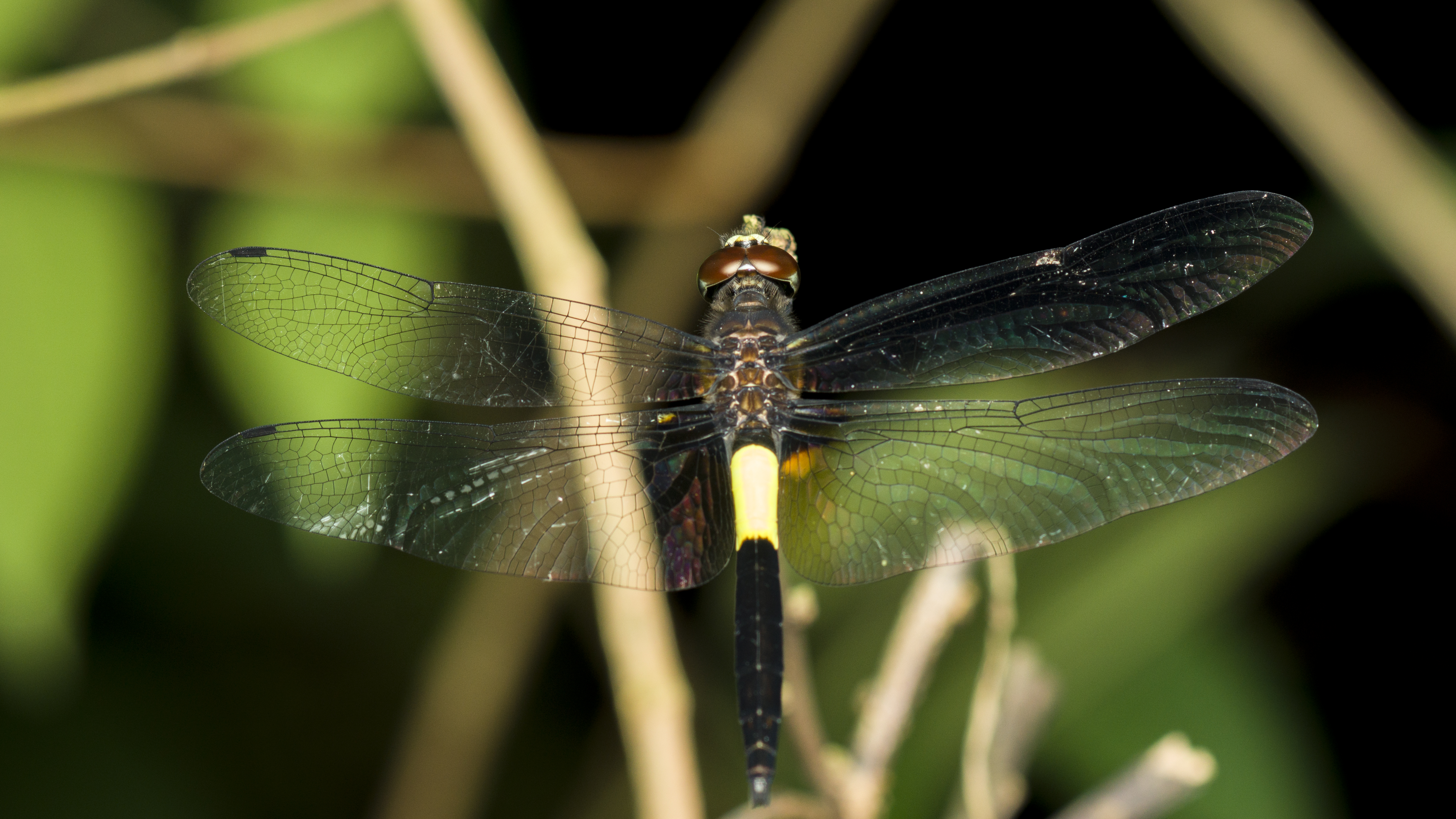
オスの未成熟個体
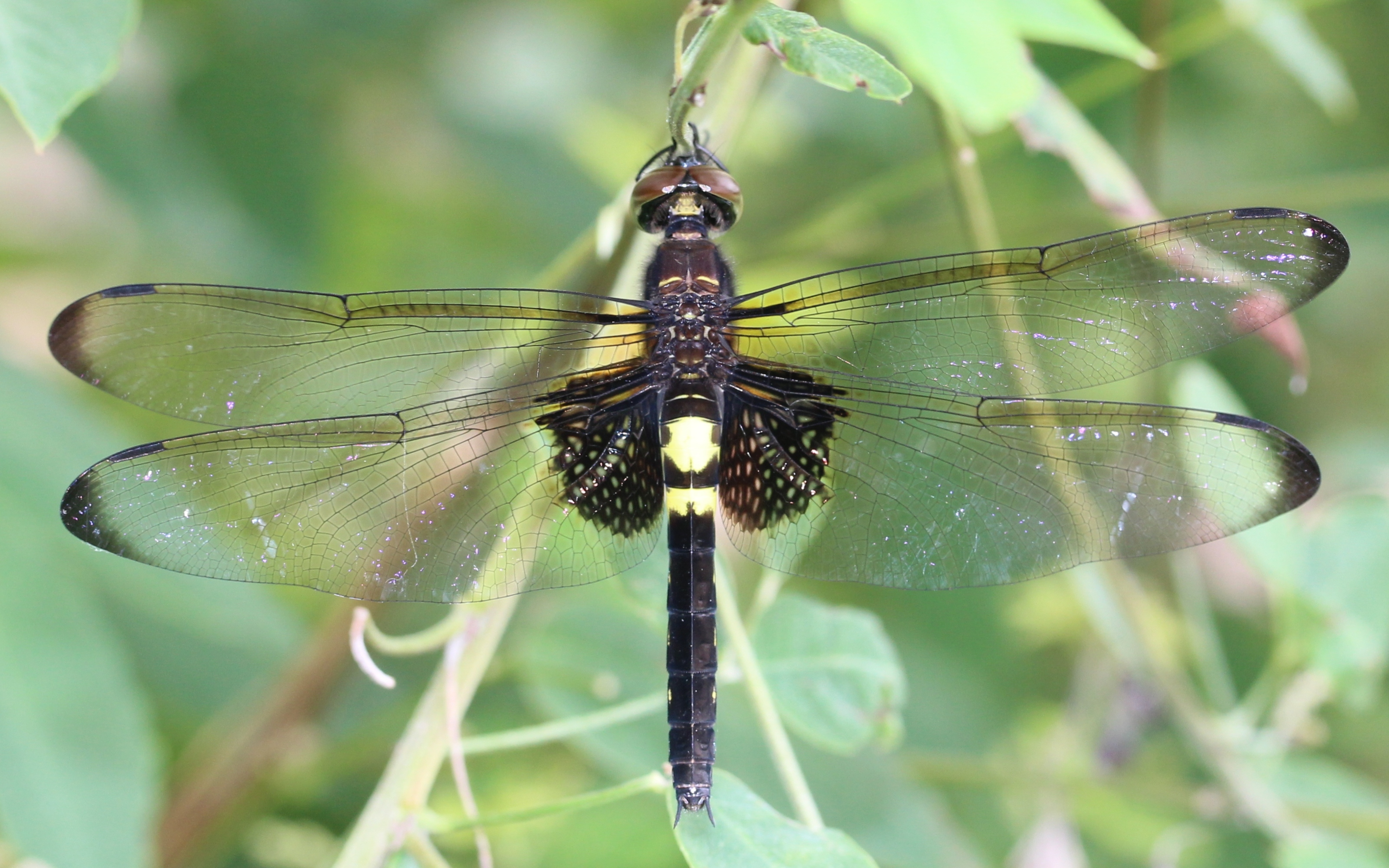
腹部の付け根が黄色のメス